# ナクシェ・ジャハーン・スタジアム
ナクシェ・ジャハーン・スタジアム(ペルシア語: ورزشگاه نقش جهان、英: Naghsh-e-Jahan Stadium)は、イランのエスファハーンにある多目的スタジアムである。

## 概要
スタジアム名のナク（グ）シェ・ジャハーンとは、イマーム広場の正式名称メイダーネ・ナグシェ・ジャハーンより採られた。2003年、イラン革命記念日の2月11日に開場した。収容人数は50,000人。主にサッカーの試合に用いられ、イランサッカーリーグに所属するセパハンがホームスタジアムとして使用している。現在、拡張工事が行われており、2013年に工事が終了したあとは75,000人収容のスタジアムになる予定である。拡張工事が行われている間、セパハンはゾブ・アハンのホームスタジアムであるフーラッドシャフル・スタジアムを借りてホームでの試合を開催している。

## 交通アクセス
エスファハーンの郊外にあるため公共交通機関の使用が推奨される。シャヒード・ベヘシュティー空港からタクシーで約15～20分。